# Aminagar urf Bhurbaral
Aminagar urf Bhurbaral es una ciudad censal situada en el distrito de Meerut en el estado de Uttar Pradesh (India). Su población es de 6141 habitantes (2011). 

## Demografía
Según el censo de 2011 la población de Aminagar urf Bhurbaral era de 6141 habitantes, de los cuales 3314 eran hombres y 2827 eran mujeres. Aminagar urf Bhurbaral tiene una tasa media de alfabetización del 81,02%, superior a la media estatal del 67,68%: la alfabetización masculina es del 91,01%, y la alfabetización femenina del 69,68%.